# Zsiráf
A zsiráf (Giraffa camelopardalis) az emlősök (Mammalia) osztályának párosujjú patások (Artiodactyla) rendjébe, ezen belül a zsiráffélék (Giraffidae) családjába tartozó faj.
A legmagasabb és leghosszabb nyakú szárazföldi élőlény. A szavannák lakója az ókortól kedvelt attrakció volt – Rómában először Julius Caesar mutatott be zsiráfokat az amfiteátrumi játékokon – és ma is népszerű szafarikon és állatkertekben. Neve arab eredetű, olasz közvetítéssel jutott el a magyarba a késő középkorban. A tudományos nevében szereplő camelopardalis a faj addig használt nevére, a görög kamélopardaliszra („tevepárduc”) utal. Sztephanosz Büzantioszt, aki az első ókori híradást adta a különös állatról, a zsiráf a magassága a tevéére emlékeztette, bőrének mintázata pedig a párducéra. A magyar nyelvújító mozgalom lázában tízezer új szót alkottak, így a zsiráf neve is sorra került. A nyakatekert „foltos nyakorján” név azonban nem gyökeresedett meg.

## Alfajai
A tudósok korábban 9 alfaját írták le, azonban a legújabb DNS-vizsgálatok, valamint a különböző alfajok közti nagy fizikai és időbeli távolságok, arra hagynak következtetni, hogy a zsiráf valójában nem egy faj, hanem legalább három, bár vannak olyan kutatók is, akik 4 vagy akár 8 fajt különítenének el:
- angolai zsiráf (Giraffa camelopardalis angolensis) (Lydekker, 1903) – Délnyugat-Afrika (Botswana, Namíbia)
- szudáni zsiráf (Giraffa camelopardalis antiquorum) Jardine/Swainson, 1835 – Közép-afrikai Köztársaság, Csád
- núbiai zsiráf (Giraffa camelopardalis camelopardalis) (Linnaeus, 1758) – Szudán, Etiópia
- fokföldi zsiráf (Giraffa camelopardalis giraffa) (von Schreber, 1784) – Dél-afrikai Köztársaság (visszatelepített), Mozambik (?), Zimbabwe
- csádi zsiráf (Giraffa camelopardalis peralta) Thomas, 1898 – Kamerun, Togo, Niger, Mali
- recés zsiráf (Giraffa camelopardalis reticulata) (De Winton, 1899) – Szomália, Etiópia, Kenya
- Rothschild-zsiráf (Giraffa camelopardalis rothschildi) Lydekker, 1903 – Kenya, Uganda, Szudán
- Thornicroft-zsiráf (Giraffa camelopardalis thornicrofti) (Lydekker, 1911) – Zambia
- maszáj zsiráf (Giraffa camelopardalis tippelskirchi) (Matschie, 1898) – Kenya, Tanzánia

## Előfordulása
A zsiráfok eredetileg egész Afrikában megtalálhatóak voltak, azonban manapság a Szaharától délre fekvő területeken élnek. Elterjedési területük mára elszigetelt foltokra esett szét.

## Megjelenése, felépítése

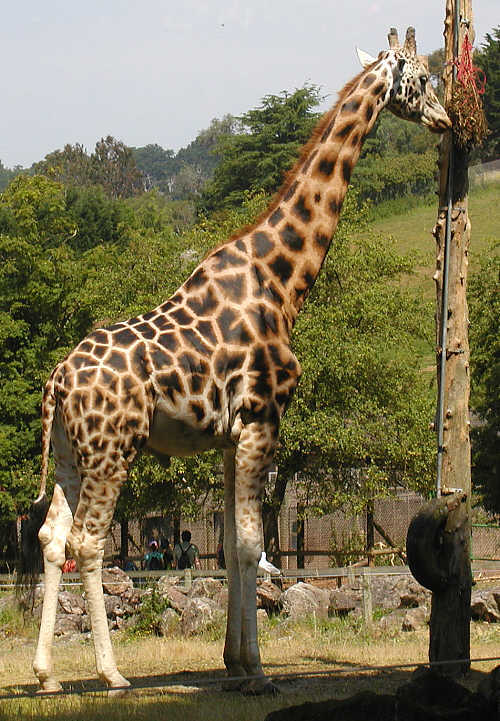
Megtermett Rothschild-zsiráfbika

A zsiráf a világ legmagasabb állata: a bikák szarvcsúcsa akár 5,7 méter magasan is lehet, marmagasságuk eléri a 3,3 métert. Mindez a rendkívül hosszú (2,4 méteres), de a többi emlőshöz hasonlóan csupán 7 csigolyából álló nyakának és hosszú lábainak köszönhető. Fara látványosan alacsonyabb a marjánál; a vérszívók elleni legyezőként használt, fekete pamacsban végződő farka 76–101 centiméteres. Nyelve is rendkívül hosszú, mintegy 45 cm: vele a zsiráf ügyesen ragadja meg és tépi le a magas falatokat.
A nemek színezete egyforma, de a tehenek körülbelül 0,7–1 méterrel kisebbek. A bikák tömege elérheti az 1930 kilogrammot, a nőstények legfeljebb 1180 kilogrammosak. Az újszülött zsiráf 2 méter magas, tömege pedig 50–55 kilogrammos.
Minden zsiráf foltos, de a szőrzet színezete, a foltok méretei és kontúrjai alfajonként, a mintázat pedig egyedenként változó. Az alapszín lehet homokszínű, világosbarna vagy sárgás, a foltok a sárgától a gesztenyevörösig, illetve a szabálytalantól a szögletesig változhatnak.
A zsiráfszarvak a koponya bőrrel burkolt csontkinövései. Számuk alapvetően kettő, de a homlokrész dudorján nőhet egy, az eredeti szarvak mögött pedig egy újabb pár, kisebb szarv. A több szarv az idős bikák sajátossága.

## Életmódja, élőhelye
A száraz szavannák lakója. Előfordulása nagyban függ az akáciáktól, fő tápláléka ugyanis ezek lombja. Az itatóktól kevésbé függ, mivel elég ritkán iszik.

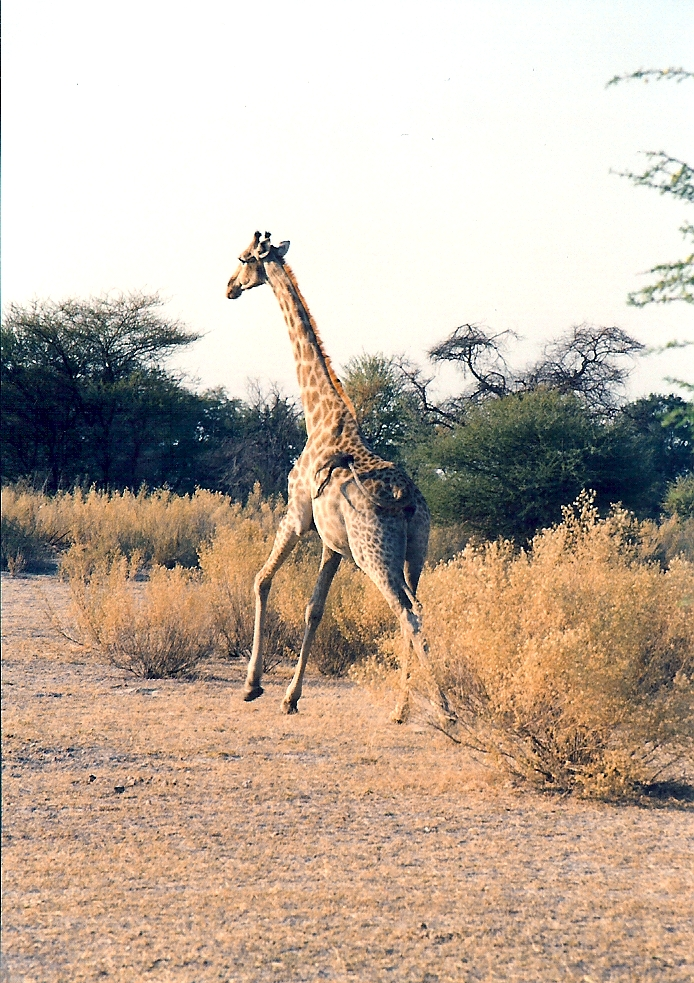
A zsiráf gyors és kitartó futó (angolazsiráf)

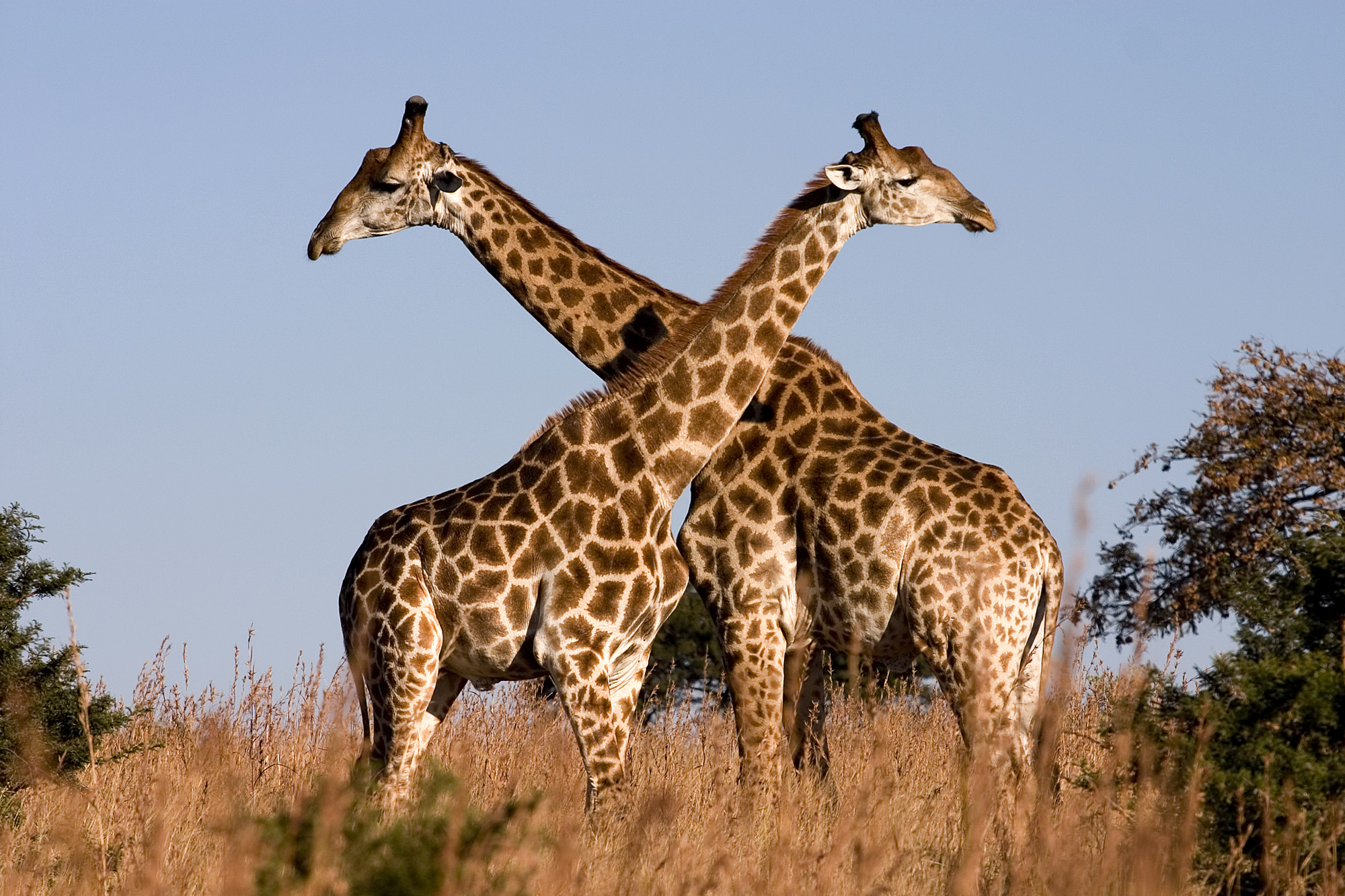
Zsiráf póz

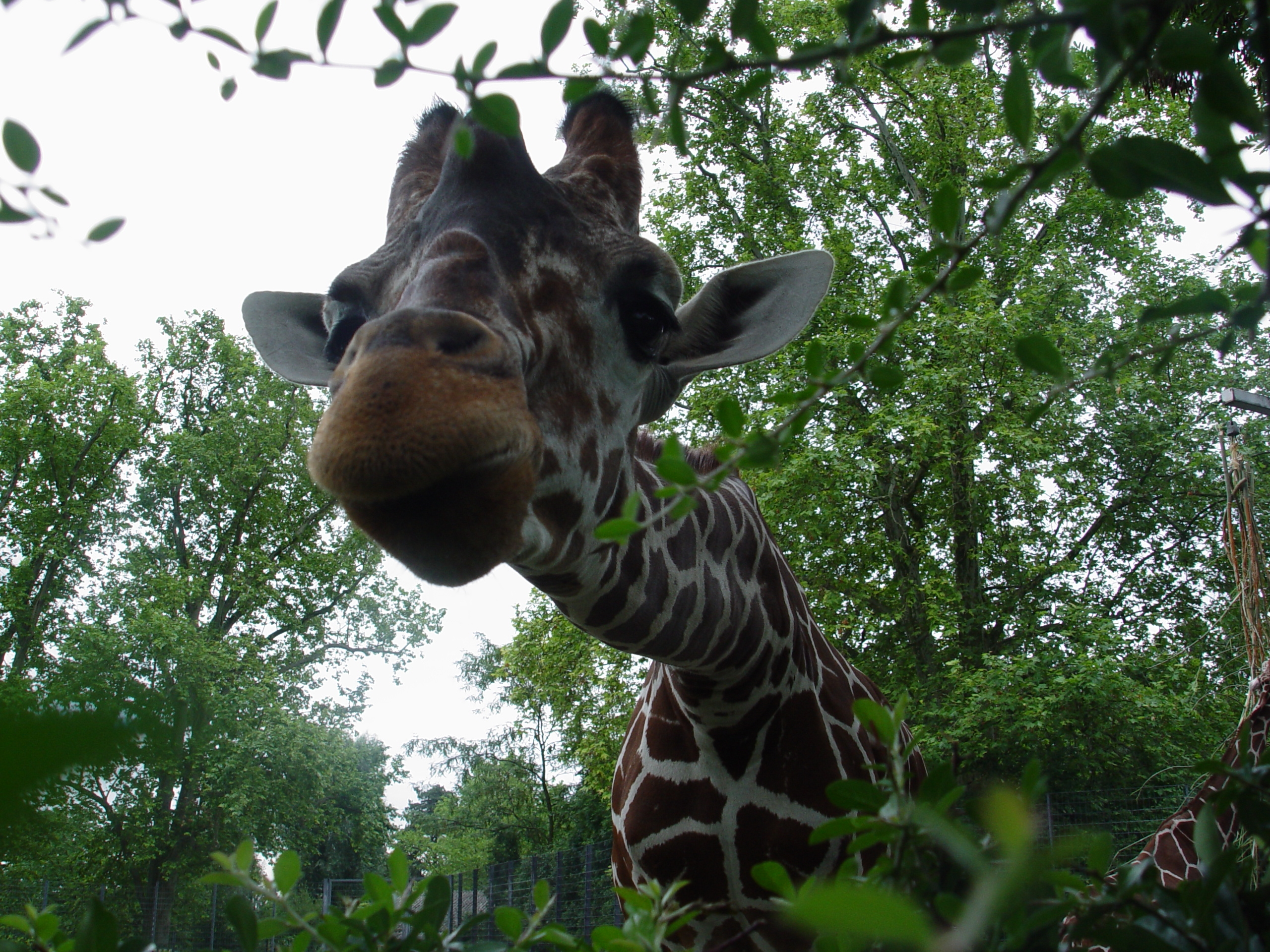
Recés zsiráfbika három jól látható szarvval

### Táplálkozása
Nappal, a hűvösebb reggeli és esti órákban aktív, ilyenkor táplálkozik és iszik. Éjszaka többnyire állva (de olykor fekve), fejét mindig az egyik hátsó lábán nyugtatva alszik. A nappal meleg óráit kérődzéssel tölti. Bármikor kérődzhet, pihenés vagy akár menet közben is, ez elősegíti a tápanyag felhasználását. Főleg a mimózaformák (Mimosoideae) szerepelnek étrendjében; az akáciák (Acacieae) mellett leginkább az afrikai mimózák (Mimoseae). Az akácia tüskéit fogaival széttöri, ezért azok nem sebzik fel szájüregét. A fák leveleit, virágait és terméseit egyaránt megeszi, az ásványi anyagokért olykor némi földet is. Gyomra négy részből álló kérődzőgyomor.
A zsiráf és az ernyőakácia (Vachellia tortilis) kölcsönösen alkalmazkodott egymáshoz: amikor az akácia érzi, hogy a zsiráf legelni kezdi, méreganyagokat termel a leveleiben, amitől azok a zsiráf számára kellemetlen ízűvé válnak. Eközben figyelmeztető illatanyagot (etént) bocsát ki, és a környező, azt érzékelő fák ugyancsak elkezdenek mérget termelni. Amikor a zsiráf érzi, hogy a levelek íze megromlott, arrébb megy –  méghozzá nem a közelben álló, figyelmeztetett fákhoz, hanem távolabb, illetve széllel szemben.
Egy ereje teljében levő bika naponta akár 66 kilogramm zöldtakarmányt is megehet. A bikák többnyire kinyújtózva, a lehető legmagasabbról csipegetnek, míg a válogatósabb tehenek gyakran test- és térdszinten legelnek. Ritkán iszik és ilyenkor meglehetősen védtelen, mert szét kell terpesztenie lábait, hogy elérje a víztükröt.

### Társas élete
Társas állat, a többnyire 10–20, különböző korú és ivarú egyedből álló csorda meglehetősen laza és instabil. A kicsiny csapatokban egy hímhez egy vagy két nőstény tartozik a borjaival együtt.  A magányos állatok sem ritkák. Csendesnek tűnik, mert többnyire infrahangokkal kommunikál, bár vész esetén köhögő, horkantó vagy sípoló hangot is kiadhat. A kicsik mekegnek. Magassága segíti életben maradását, mert már messziről meglátják egymást és a veszélyforrásokat.
A bikák a dominancia-kérdéseket látványos nyakharccal döntik el. A két vetélytárs szembehelyezkedik, mereven megáll, majd lépésben elindulnak egymás felé. Előrenyújtott, vízszintes nyakuk végül összeér, ilyenkor összedörzsölik és amennyire lehet, körbefonják őket, aztán egymásnak feszülnek. Az erőpróbák mellett előfordul, hogy egymás mellett állva nyakukkal ellenfelük hátát, nyakát vagy farát próbálják megütni. Az elég erős csapás komoly sérülést is okozhat, akár le is döntheti a megtámadottat.
Nem csak egymással harcolhatnak. A kifejlett zsiráfra csak egy oroszlánfalka lehet veszélyes, de a nagymacskák ritkán próbálkoznak, mert a zsiráf rúgása akár halálos is lehet. Elkapni sem könnyű, mert kitartóan és gyorsan fut: sebessége a 32–60 km/h-t is elérheti.

## Szaporodása

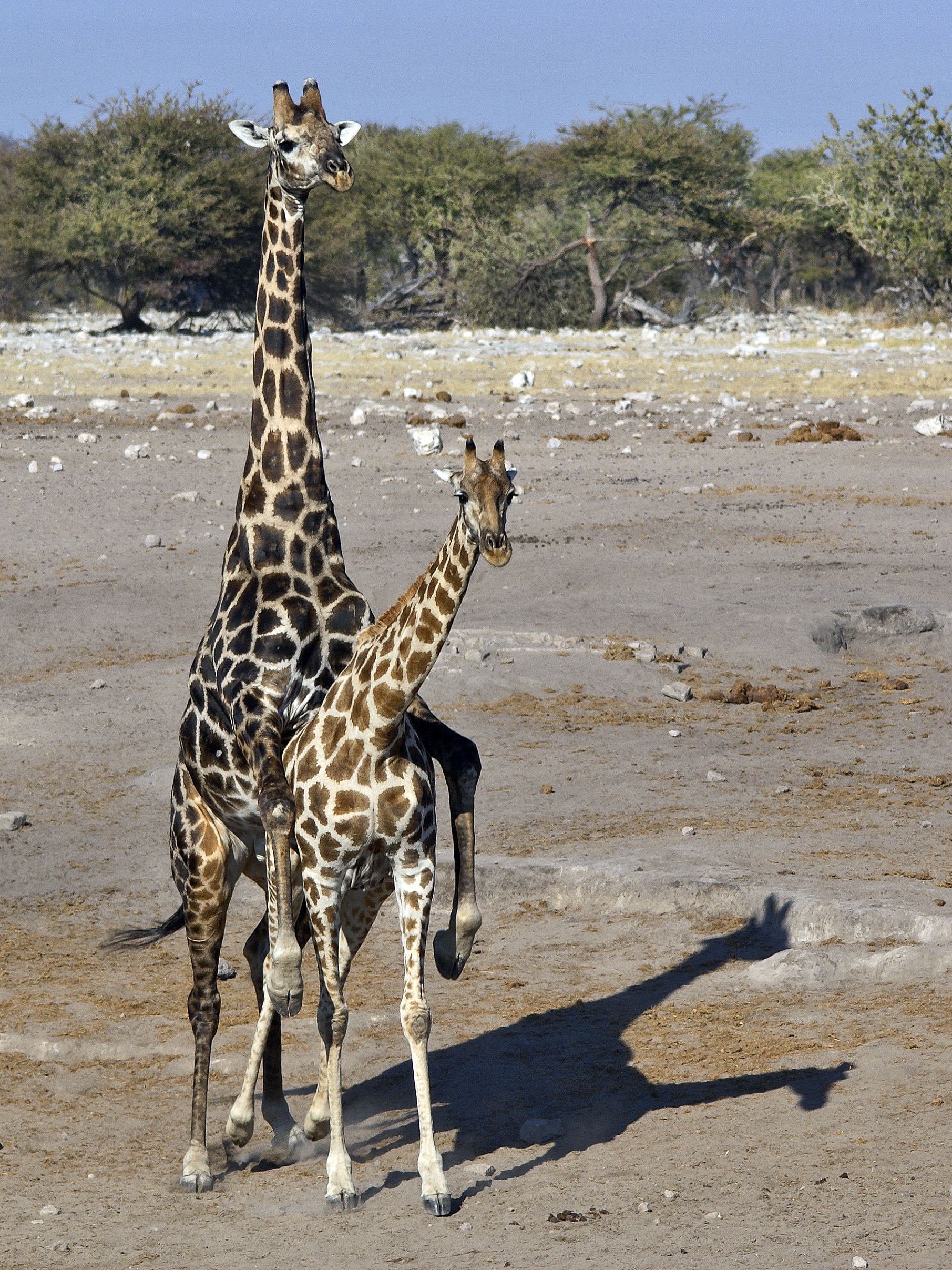
Párzó zsiráfok

A bikák a párzás előtt megállapítják, hogy a kiválasztott nőstény fogamzóképes-e. Ehhez a hím a nőstény hátsó felét lökdösi fejével, mire az vizeletet ürít. A vizeletet a hím megkóstolja, és ebből meg tudja határozni a nőstény szexuális státusát. Ha úgy találja, hogy az ösztrusz állapotában van, udvarolni kezd neki: szorosan követi, amíg a nőstény hajlandónak nem mutatkozik a párzásra.
A zsiráfok az esős évszakban párzanak és kb. 457 napos vemhesség után a száraz időszakban, május–augusztus között szülik meg borjaikat. Állva vagy menet közben  ellenek, így a borjúk életüket egy kb. 2 méteres zuhanással kezdik. Az esetek elsöprő többségében egyetlen utód születik, de ikerellésre is volt már példa.
A kis zsiráf már 15 perces korában képes felállni, de az első hetet rejtőzködve, a talajon fekve tölti. Az anyja ilyenkor nem távolodik el messzire, óvja és szoptatja kicsinyeit. A borjakat szüleik „óvodákba” gyűjtik, így nagyobb utakra is elmehetnek hogy egyenek vagy igyanak. Eközben felváltva figyelnek a kicsinyekre, majd este visszatérnek szoptatni.
A borjakat 12–16 hónaposan választják el, bár a bikák általában korábban (12–14 hónaposan) önállósodnak. A fiatal nőstények szívesen maradnak anyjuk csordájával. Az ivarérettséget 3–4 évesen érik el, és kb. egy évvel ezután szaporodnak először — állatkertekben mindez sokkal hamarabb bekövetkezhet. A magányos kóborlásra hajlamos bikák 4–5 évesen válnak ivaréretté, de 7 éves koruk előtt ritkán nemzenek utódot: ehhez ugyanis ki kell vívniuk a domináns státuszt egy saját csordában.
Élettartama a vadonban jellemzően 10–15, fogságban 20–25 év.

## Védettsége

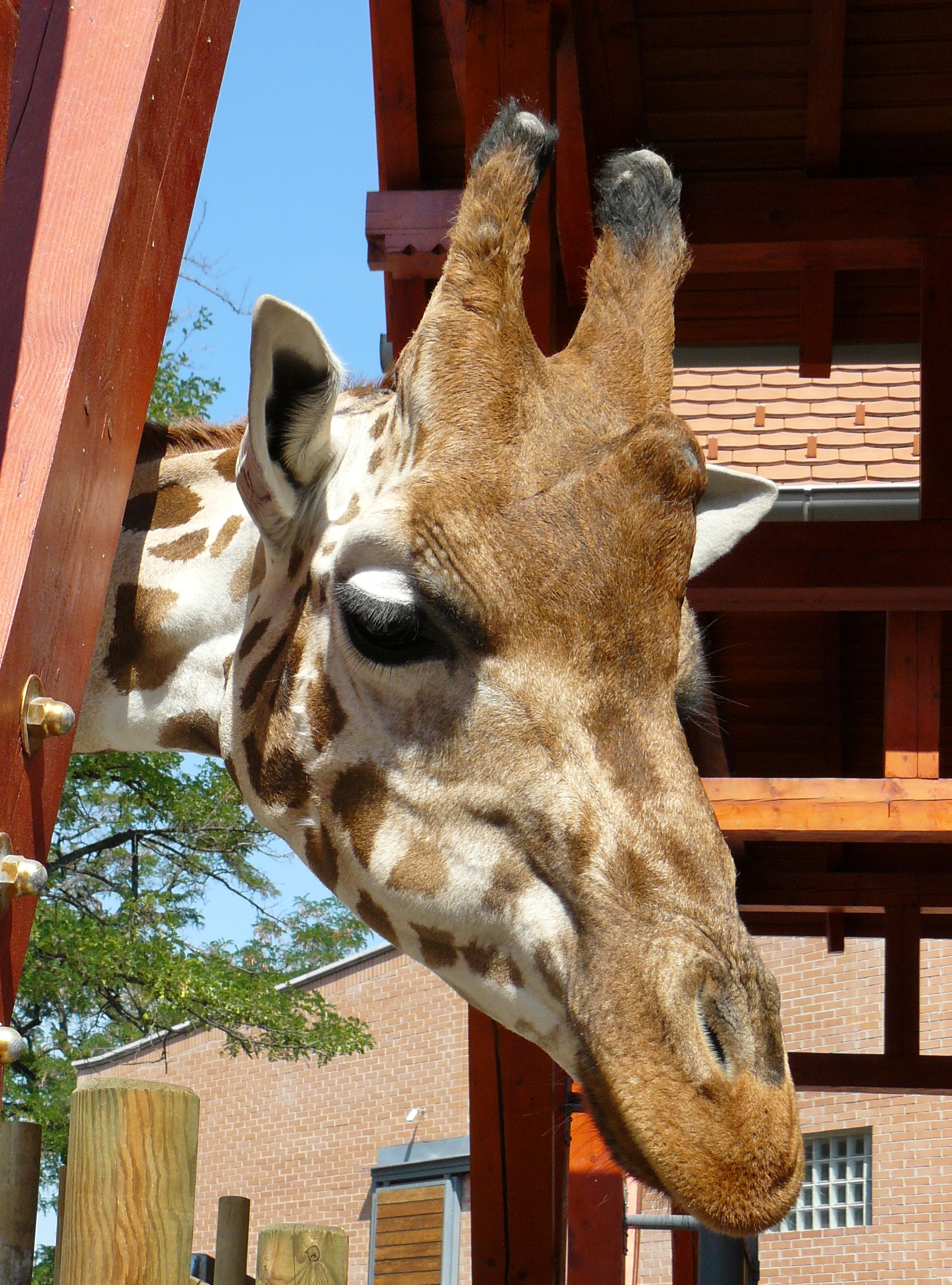
Az Állatkert Szavannakifutójának lakójaként

A zsiráfot ősidők óta vadászták húsáért és erős, sok célra felhasználható bőréért. A búr telepesek számára presztízskérdés volt, hogy fogathajtó korbácsaikat  toldatlanul, a zsiráf hátából kihasított bőrcsíkokból fonják össze. Élőhelyeinek beszűkülése mellett ma is leginkább az orvvadászat fenyegeti a fajt. Leginkább a nyugat-afrikai populációk vannak veszélyben, a többi alfaj jövője biztosítottnak tűnik. A Dél-afrikai Köztársaságba sikeresen telepítették vissza a zsiráfokat. 2016 decemberében fölkerült a fenyegetett fajok közé.

## A zsiráfhús
A vadon elejtett zsiráfok húsát még ma is széles körben fogyasztják Afrikában, bár a legális módon történő hozzáférés drága. Mivel így is van kereslet rá, ezért az orvvadászok gyakran kereskednek zsiráfhússal. A legkedveltebb a sült zsiráfborda. Húsa édes, ízében hasonlít szarvaséhoz.

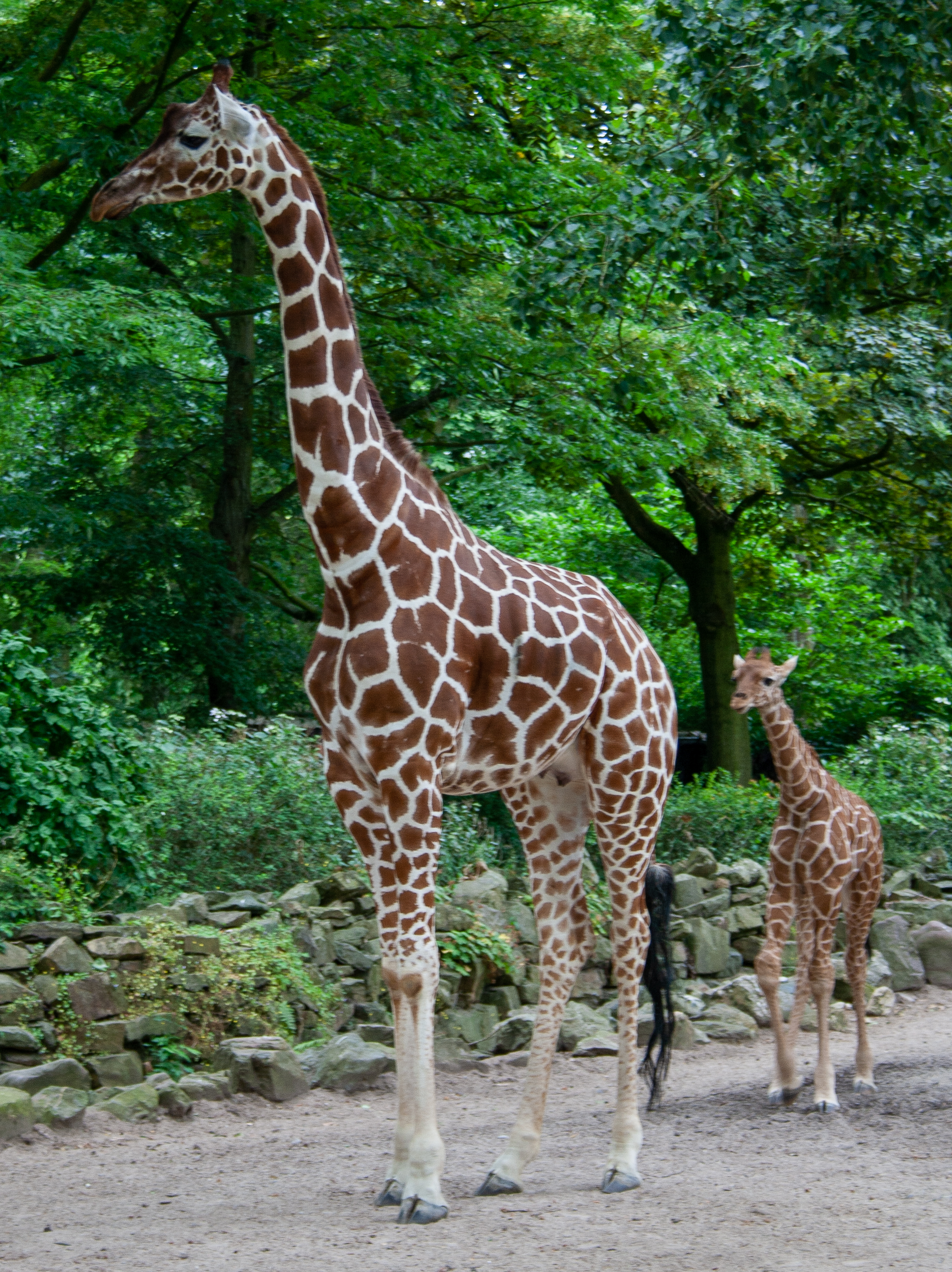
Zsiráftehén a borjával az amszterdami állatkertben